# Manuel Mijares/Soñador
Manuel Mijares/Soñador es el nombre del álbum debut de estudio grabado por el intérprete mexicano Manuel Mijares. Fue lanzado al mercado por la empresa discográfica EMI Capitol México en 1986.
Después de su participación en el concurso de la canción OTI de 1986, el álbum tuvo una reedición y fue lanzada bajo el nombre Soñador, en la cual se incluía esta canción en lugar del tema Poco a poco.

## Antecedentes
Surgió como cantante en 1981 en el festival Valores Juveniles, donde demostró su gran humildad y valor de ser humano, ya que en una ocasión prestó sus pistas a una compañera del concurso cuyo padre no le permitía participar y se las había roto. Posteriormente, trabajó en bares nocturnos en Japón y realizó "jingles" para anuncios publicitarios y llegó a ser parte del coro del cantante mexicano Emmanuel.
En el año de 1986, EMI Capitol le brinda la oportunidad de grabar su primer álbum, de igual forma, representó a México en el Festival OTI de la Canción de 1986 interpretando la canción "Soñador", debido a su actuación fue nombrado como revelación de ese festival. 

## Realización de este trabajo
Originalmente, este trabajo fue titulado como "Manuel Mijares", pero su nombre artístico fue reducido solo a Mijares. La producción de este material se realizó por Miguel Blasco, quien ya había realizado varios hits de cantantes de la misma empresa discográfica como Daniela Romo, Yuri, Pandora, entre otros.  
Colaboró con compositores de gran nombre como José Ramón Flórez, Hernaldo Zúñiga, Gian Pietro Felisatti, y Marco Flores.

## Promoción
Su primer sencillo "Bella" se convirtió rápidamente en un hit internacional. En el álbum original se incluyó la canción "Poco a poco" pero ésta fue sustituida por la canción "Soñador" para la reedición del álbum.
Uno de sus compositores favoritos es el peruano Gian Marco Zignago, hizo un disco con prácticamente todas las canciones de este compositor y una de las canciones más famosas de Gian Marco en voz de Mijares es "Si me tenías" que muchos la relacionaron con el rompimiento del matrimonio de Manuel Mijares con Lucero, pero el compositor aclaró que él hizo la canción pensando en ofrecerla a distintos cantantes, sin embargo; quedó perfecta en  voz de Mijares.

## Lista de canciones

### Manuel Mijares (Edición LP)
| Lado A |                     |                                 |          |  |
| N.º    | Título              | Escritor(es)                    | Duración |  |
| 1.     | «Siempre»           | Hernaldo Zúñiga                 | 3:32     |  |
| 2.     | «Bella»             | Gian P. Felisatti · J.R. Flórez | 3:44     |  |
| 3.     | «Nunca sabrás amar» | J.R. Flórez                     | 3:20     |  |
| 4.     | «Soñador»           | Alfredo Díaz Ordaz              | 3:04     |  |
| 5.     | «A corazón abierto» | Gonzalo F. Benavides            | 3:38     |  |

| Lado B |                        |                      |          |  |
| N.º    | Título                 | Escritor(es)         | Duración |  |
| 1.     | «Amor has de esperar»  | Uglari · J.R. Flórez | 3:14     |  |
| 2.     | «Volveré a nacer»      | Hernaldo Zúñiga      | 3:44     |  |
| 3.     | «Al caminar»           | Hernaldo Zúñiga      | 3:07     |  |
| 4.     | «Culpable»             | J.R. Flórez          | 3:31     |  |
| 5.     | «Vete por favor, amor» | Marco Flores         | 3:33     |  |

### Soñador
| Soñador (Versión CD) |                        |                                 |          |  |
| N.º                  | Título                 | Escritor(es)                    | Duración |  |
| 1.                   | «Siempre»              | Hernaldo Zúñiga                 | 3:32     |  |
| 2.                   | «Bella»                | Gian P. Felisatti · J.R. Flórez | 3:44     |  |
| 3.                   | «Nunca sabrás amar»    | J.R. Flores                     | 3:20     |  |
| 4.                   | «Soñador»              | Alfredo Díaz Ordaz              | 3:04     |  |
| 5.                   | «A corazón abierto»    | Gonzalo F. Benavides            | 3:38     |  |
| 6.                   | «Amor ha de esperar»   | Uglari · J.R. Flórez            | 3:14     |  |
| 7.                   | «Volveré a nacer»      | Hernaldo Zúñiga                 | 3:44     |  |
| 8.                   | «Al caminar»           | Hernaldo Zúñiga                 | 3:07     |  |
| 9.                   | «Culpable»             | J.R. Flórez                     | 3:31     |  |
| 10.                  | «Vete por favor, amor» | Marco Flores                    | 3:33     |  |

## Créditos del álbum
- Producción: Miguel Blasco.
- Voz: Manuel Mijares.
- Teclados y programación: Willie Croes.
- Bajo: Julio Hernández.
- Batería Electrónica: Carlos Vega.
- Percusión: Paulinho da Costa
- Guitarras: Pablo Vélez.
- Coros: Iliana Holland, Marlene Landin e Isela Sotelo.
- Arreglos: Jesús Gluck y Miguel Blasco.
- Grabado y mezclado en: Estudio 19, en (Ciudad de México).
- Técnico de grabación y mezcla: Jesús Gluck
- Técnico asistente: Alberto Pinto
- Diseño Gráfico: Creatidea.
- Fotos: Carlos Somonte.
- Gonzalo Benavides – Compositor
- Marco flores – Compositor
- JR Flórez – Compositor
- Alfredo Díaz Ordaz – Compositor
- Smokey Robinson – Compositor
- Ronald Blanco – Compositor
- Hernaldo Zúñiga – Compositor

## Sencillos
- Bella
- Soñador
- Siempre
- A corazón abierto
- Nunca sabrás amar